# Otto Schulhof
Otto Gustav Schulhof (* 9. März 1889 in Wien; † 16. April 1958 ebenda) war ein österreichischer  Konzertpianist, Klavierbegleiter, Komponist und Lehrer an der Wiener Musikakademie.

## Leben

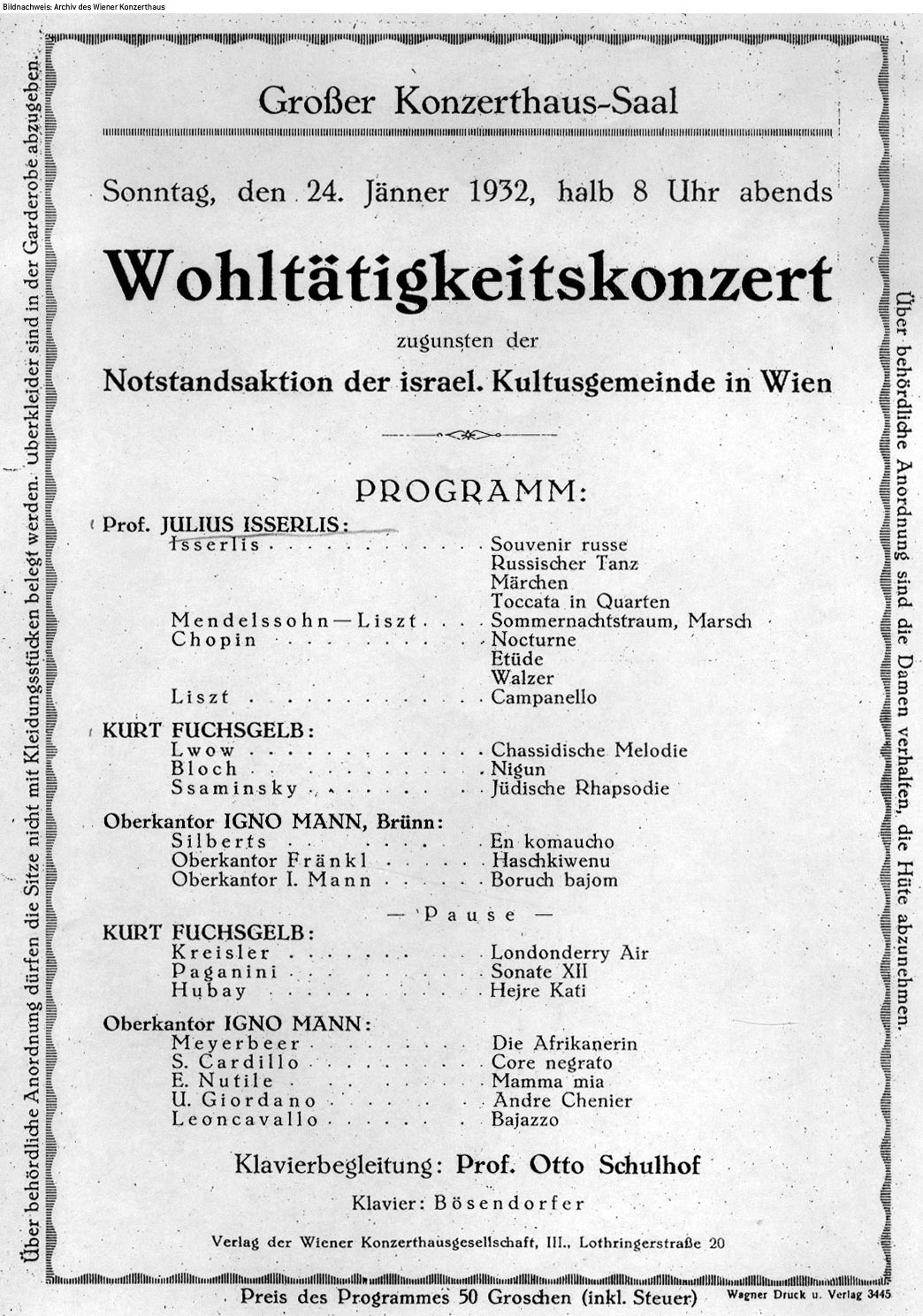
Programmzettel 1932

Otto Schulhofs Eltern waren der Kassierer Anton Schulhof (1857–1916) und Amalia Schulhof, geb. Schindler. Er besuchte die Realschule Radetzkystraße im 3. Bezirk. 1907 schloss er eine Ausbildung zum Konzertpianisten bei Hugo Reinhold am Konservatorium der Gesellschaft der Musikfreunde in Wien ab und 1911 das Kompositionsstudium bei Robert Fuchs an der K. k. Akademie für Musik und darstellende Kunst. Er trat solistisch als Pianist auf. Schulhof komponierte Klavierstücke, Kammermusik, Ballette und Lieder. Er transkribierte Themen von Johann Strauss (Sohn) und führte diese wiederholt selbst auf.
Schulhof war Klavierbegleiter vieler großer Solisten: im Februar 1914 begleitete er das Wunderkind Jascha Heifetz in einem Konzert bei den Wiener Tonkünstlern.  Er begleitete die Cellistin Senta Benesch sowie der Violinisten Fritz Kreisler, Eugène Ysaÿe, Bronisław Huberman, Váša Příhoda (1922) und Jan Kubelík. Er war Klavierbegleiter der Sänger Lotte Lehmann, Leo Slezak und Alfred Piccaver. Schulhof begleitete aber auch zahlreiche Tanzabende der Moderne im Wiener Konzerthaus, darunter von Grete Wiesenthal, Tilly Losch und Toni Birkmeyer, Ellen Tels sowie die „Tänze des Lasters, des Grauens und der Ekstase“ von Anita Berber und Sebastian Droste.
Pablo Casals, dessen Partner er auf Konzertreisen war, und er nahmen 1930 die Cellosonate op. 69 und die Cellosonate op. 102,1 von Ludwig van Beethoven auf Schallplatte auf.
Schulhof war Professor für Kammermusik und Instrumentalkorrepetition an der Wiener Musikakademie. Zu seinen Schülern gehörten Hans Kann und Paul Badura-Skoda. Nach dem Anschluss Österreichs 1938 galt er als „Halbjude“ und wurde von den Nationalsozialisten der Professur enthoben und mit Auftrittsverbot belegt. Ab 1945 war er wieder bis 1954 im Amt. 1949 begleitete er die Violinistin Erika Morini bei ihrem ersten Konzert nach der Zeit des Nationalsozialismus in Wien.
Schulhof erhielt 1907 die Silberne Gesellschaftsmedaille der GdM, 1910 den Staatspreis für Komposition und 1949 die Ehrenmedaille der Bundeshauptstadt Wien. 
Er heiratete 1930 Maria Magdalene Springer (* 1907 Prag; † 1977 Wien), Tochter des Max Springer, dem Direktor der Musikakademie. Das Paar hatte zwei Söhne, Friedrich (* 1932 Wien) und Heinrich (* 1938 Wien). 

Otto Schulhof wurde am Wiener Zentralfriedhof bestattet.

## Kompositionen (Auswahl)
- Klavierquintett op. 4, 1910
- Drei Bearbeitungen nach Motiven von Johann Strauss, op. 9. Rózsavölgyi, Budapest 1930; Doblinger, Wien 1991 [Neuauflage]
- Ballett-Suite op. 19, 1912
- Paraphrase für Klavier und Orchester nach Motiven von J. Strauß, 1932
- Die Moldau: Sinfonische Dichtung Nr. 2, Fr. Smetana. Für Klavier bearbeitet von Otto Schulhof. Goll, Wien 1950.[11]